# Paquete

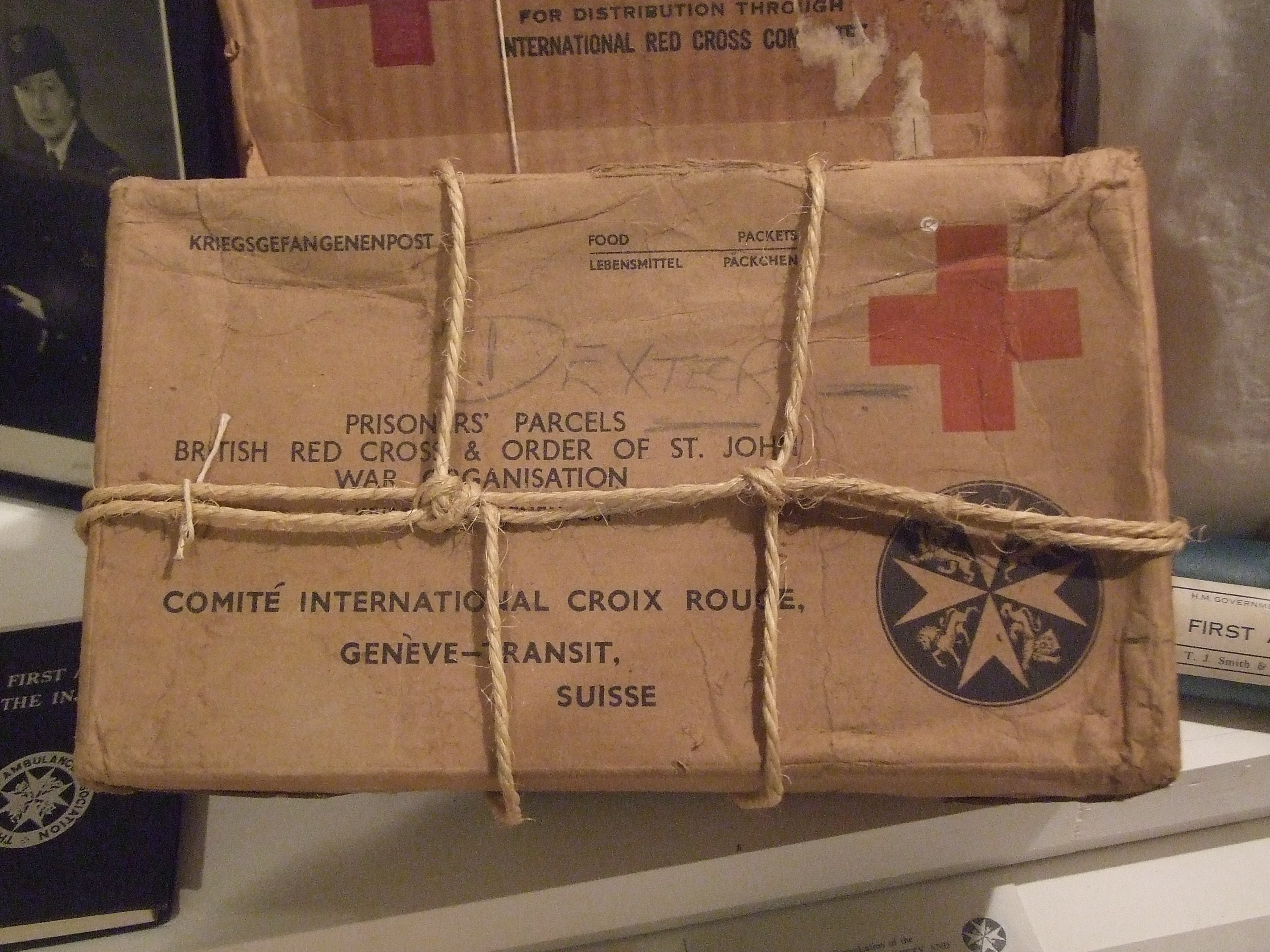
Paquete de la Cruz Roja.

Un paquete es un embalaje con una etiqueta con el nombre y la dirección del destinatario con la finalidad de ser enviado, mediante los servicios de Correos o por un servicio de entrega exprés (transporte por carretera). Hoy día suelen llevar un código de barras para poderlo seguir a lo largo de todo su recorrido hasta el destinatario final.
En la práctica es el elemento unitario utilizado para un envío. El tamaño puede variar desde la medida de los paquetes de Correos estándar a una caja de mayor tamaño suficientemente grande como para proteger aquello que se envía, pero que pueda ser transportable en una carretilla.

## Uso

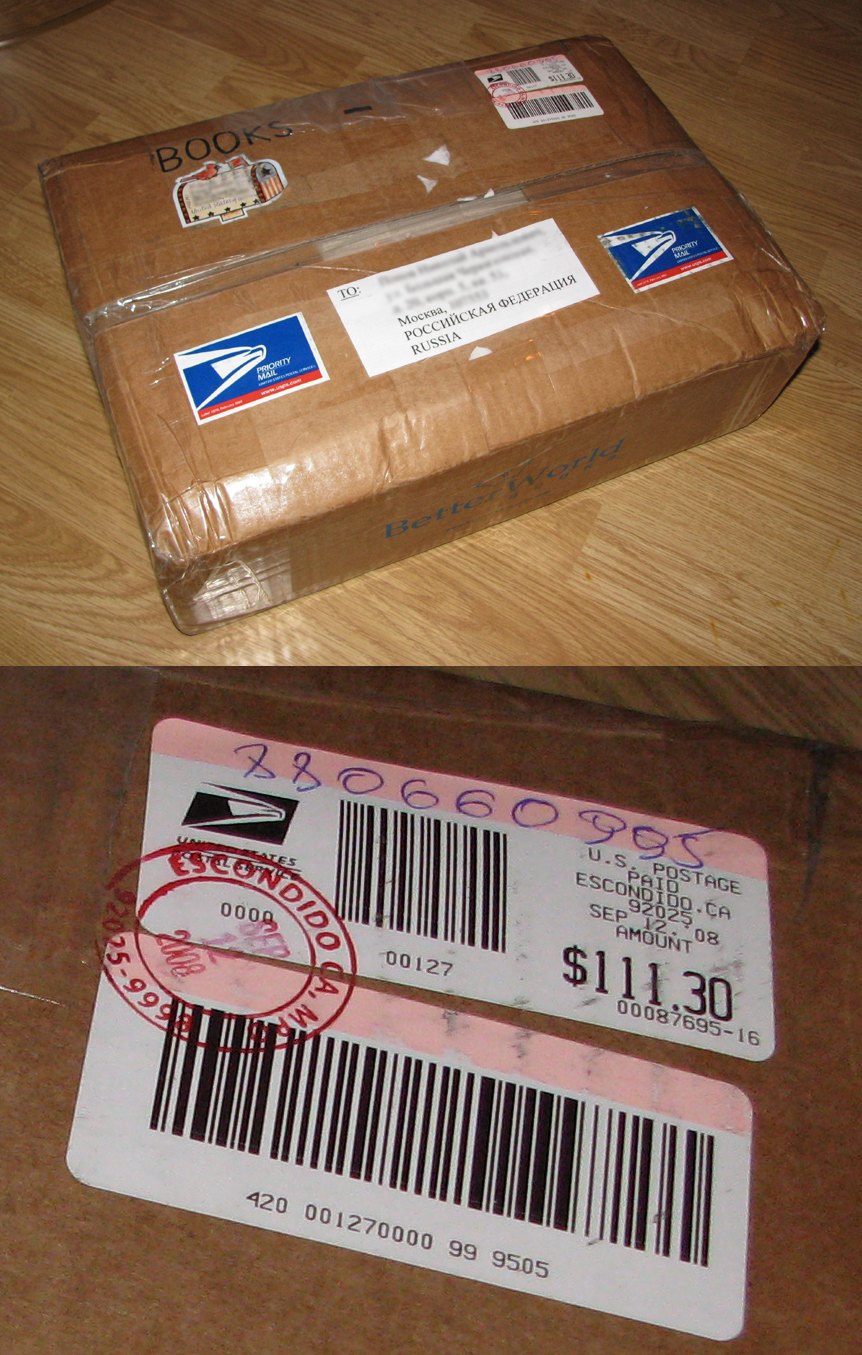
Paquete de libros.

Los paquetes se utilizan en la práctica diaria para el envío y la recepción gran variedad de objetos, aparatos, libros, etc. Normalmente se integran en forma de embalaje utilizando diferentes tipos de recipientes (cajas de cartón, cajas de madera, etc.) para proteger el contenido ayudando a un transporte seguro hasta el usuario final.